# Ilchane

Flagge der Ilchane

Die Ilchane oder Il-Chane (auch Ilkhane, persisch ایلخانان Ilchaniyan, DMG Īlḫāniyān, [dem Großchan untergeordnete] Teilherrscher, „Provinzfürsten“) waren eine mongolische, im späten 13. Jahrhundert zum Islam übergetretene Dynastie, die 1256–1335 über ein Reich herrschte, das zeitweise ganz Persien bzw. Iran, Mesopotamien sowie große Teile Zentralasiens und Anatoliens umfasste. Gegründet wurde das Ilchanat mit der Hauptstadt Täbris durch den Feldherrn Hülegü, einen Enkel des Mongolenherrschers Dschingis Khans.

## Geschichte
Schon seit der Eroberung des Reichs der Choresm-Schahs durch Dschingis Khan um 1220 standen praktisch ganz Chorasan und das nördliche Iran unter der Herrschaft der Mongolen. Nach 1241 begannen sich diese unter Baidschu in Aserbaidschan festzusetzen und auch das westliche Iran zu erobern. Dem stand nach dem Sieg über die Rum-Seldschuken in der Schlacht vom Köse Dağ/Sivas kein wesentlicher Widerstand mehr entgegen.

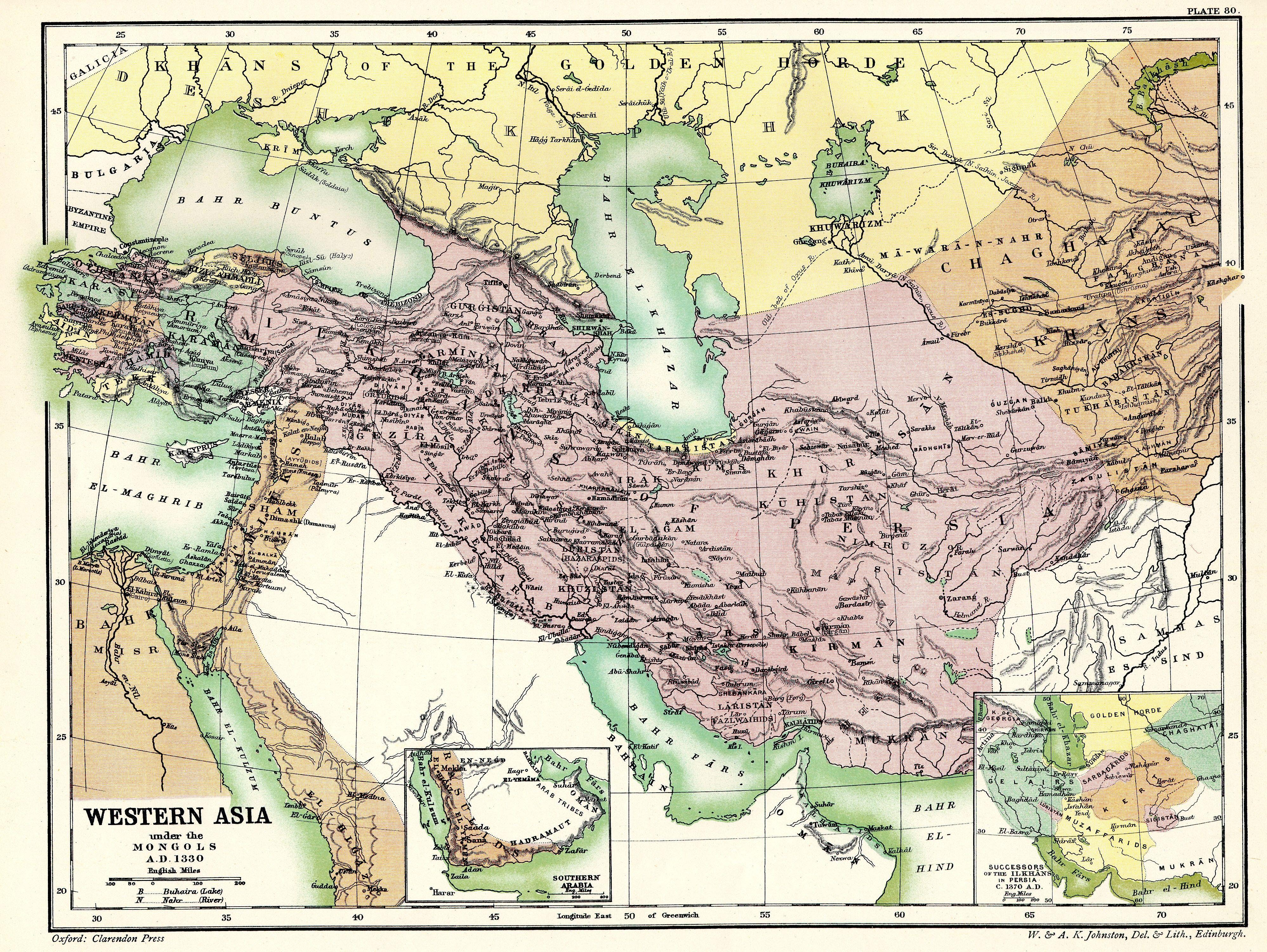
Das Reich der Ilchane um 1330 (in rosa)

In einem Reich zusammengefasst wurde die Herrschaft der Mongolen in Persien aber erst 1256, als Hülegü (reg. 1256–1265) die Dynastie der Ilchane begründete. Der Großteil Persiens wurde ohne größere Kämpfe unterworfen, da vor allem in Südpersien die meisten Fürsten die Oberhoheit der Ilchane anerkannten. Bagdad brachten die Mongolen jedoch 1258 nach kurzer Belagerung gewaltsam unter ihre Herrschaft, nachdem Kalif al-Mustasim die Unterwerfung verweigert hatte. Damit endete schließlich auch das Kalifat der Abbasiden in Bagdad.
Syrien konnte infolge einer Niederlage gegen die Mamluken von Ägypten in der Schlacht bei ʿAin Dschālūt (1260) hingegen nicht erobert werden, so dass der Euphrat fortan die Grenze zum – sich auch in Zukunft erfolgreich behauptenden – Mamlukensultanat bildete und das Ilchanat seine größte Ausdehnung erreicht hatte.
Neben den gescheiterten Versuchen, Syrien zu erobern, mussten sich die Ilchane vor allem mit der Goldenen Horde in der südrussischen Steppe auseinandersetzen. Diese beanspruchte die Herrschaft über den Kaukasus und Aserbaidschan, da sie bis 1256 die Oberhoheit über die dort operierenden Mongolen besessen hatte. Der Konflikt wurde noch dadurch verschärft, dass sich die Goldene Horde mit den Mamluken von Ägypten verbündete. Auch mit den Tschagatai-Chanen in Transoxanien gab es mehrere Auseinandersetzungen, doch konnten die Ilchane bis zu ihrem Untergang sowohl die Kaukasusgebiete als auch Chorasan erfolgreich gegen fremde Ansprüche verteidigen.
Zu einer ersten internen Krise der Dynastie kam es unter dem Ilchan Tegüder (regierte 1282–1284), der als erster Mongolenherrscher zum Islam übertrat und den Namen Ahmad annahm. Dies führte zum Widerstand der mongolischen Oberschicht, die weiterhin der traditionellen Stammesreligion anhing. 1284 wurde Ahmad Tegüder deshalb durch Arghun (regierte 1284–1291) gestürzt, unter welchem nun eine verstärkte Förderung des Buddhismus stattfand. Die unter Arghun beginnende Vernachlässigung der Verwaltung und des Steuersystems wurde erst unter Ghazan (regierte 1295–1304) gestoppt; dieser leitete eine erfolgreiche Reorganisation des Staates ein. Seine Herrschaft wird als Höhepunkt der Dynastie angesehen. Unter ihm erfolgte auch der Übertritt der mongolischen Oberschicht zum sunnitischen Islam und die Zurückdrängung von Juden, Christen und Buddhisten in der Verwaltung.
Ghazans Nachfolger vernachlässigten die Verwaltung des Reichs erneut. Als Abu Said (regierte 1316—1335) minderjährig an die Macht kam, verschärften sich interne Machtkämpfe. Dennoch konnte unter anderem die Oberhoheit über Anatolien weiter behauptet und der Kaukasus und Chorasan erfolgreich verteidigt werden. Erst nach Abu Saids Tod kam es zum Zusammenbruch des Reiches in Persien. Zwar erhoben sich in den folgenden Jahren noch einige Fürsten zu Ilchanen, doch beherrschten sie bestenfalls noch die Hauptstadt Täbris. Die Provinzen machten sich dagegen unter eigenen Dynastien selbständig, von denen die bedeutendsten die Tschobaniden (im persischen Irak und Aserbaidschan), die Dschalairiden (im arabischen Irak), die Kartiden (im östlichen Chorasan), die Muzaffariden (in Südpersien) und die Sarbadaren (im westlichen Chorasan) waren.
Die heutigen Hazara in Afghanistan gelten als direkte Nachkommen der Ilchane und ihrer Gefolgsleute.

## Wirtschaftliche und kulturelle Entwicklungen unter den Ilchanen
Wirtschaftlich führte die Herrschaft der Ilchane zu einer Blütezeit des Landes, da durch die Sicherung der Handelswege nach Mittelasien und in den Fernen Osten sowohl der Handel als auch die Industrie und das Handwerk einen bedeutenden Aufschwung erfuhren. Allerdings bezog sich dieser nicht auf die Landwirtschaft, deren weiteren Niedergang auch die Ilchane nicht aufhalten konnten. Grund hierfür war neben kriegsbedingten Zerstörungen (vor allem im nördlichen Persien) auch die verstärkte Einwanderung von Nomaden, welche sich nur schwer in die persische Gesellschaft und die Wirtschaft der sesshaften Bauernbevölkerung integrieren ließen.
Infolge der Förderung durch die Ilchane kam es auch wieder zu einem kulturellen Aufschwung, wobei sich besonders Täbris als Hauptstadt des Reichs zu einem bedeutenden Kulturzentrum entwickelte: Besonders in der Architektur und der Buchmalerei kam es zu einer schnellen Entwicklung, wobei gerade letztere hervorzuheben ist, da der Islam die bildliche Darstellung eigentlich untersagt. Auch die Wissenschaft wurde stark gefördert. So wurde in Täbris die Akademie „Dar asch-Schifa“ gegründet, an der zeitweise 7000 Studenten ausgebildet wurden. Außerdem wirkten unter den Ilchanen so bedeutende Gelehrte wie der Wesir Raschid ad-Din.

## Ilchan als Titel im Iran des 19.–20. Jahrhunderts
Der Titel Ilchan wurde im 19. Jahrhundert vom Führer der Kaschgai im südlichen Iran wieder aufgegriffen. Dschan Mohammad Khan trug den Titel seit 1818/19 ebenso wie alle anderen Führer der Kaschgaiföderation nach ihm. Der letzte Ilchan war Nasir Khan, der aber 1954 von der Regierung des Schahs Mohammad Reza Pahlavi ins Exil gedrängt wurde und auch nach seiner Rückkehr im Jahre 1979 nie wieder die alte Rolle erlangte. Seit seinem Tod im Jahr 1984 gibt es keinen Träger dieses Titels mehr.